# Krzysztof Arciszewski

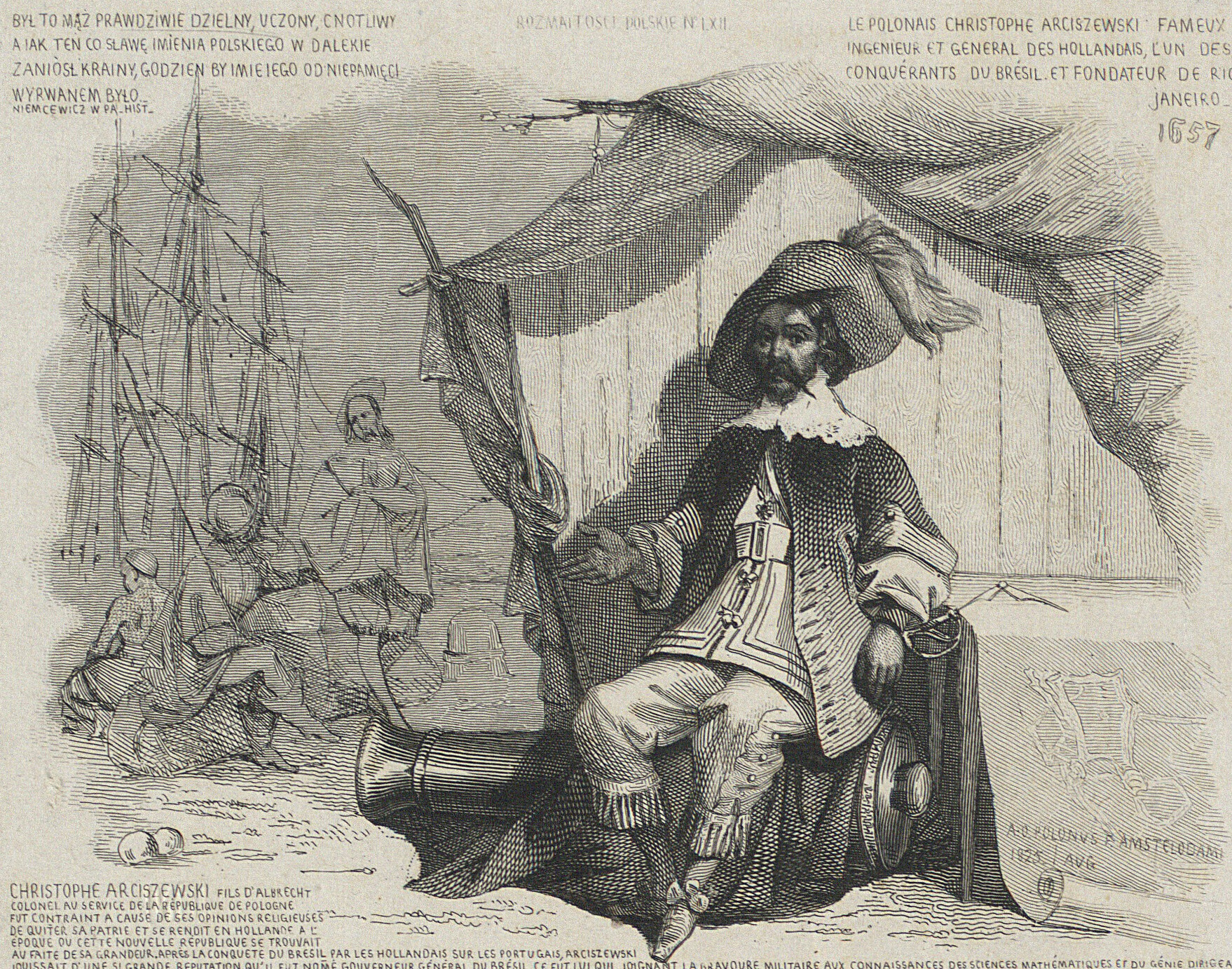
Krzysztof Arciszewski – staloryt Antoniego Oleszczyńskiego, 1832

Krzysztof Arciszewski herbu Prawdzic (ur. 9 grudnia 1592 w Rogalinie, zm. 7 kwietnia 1656 w Buszkowy) – generał artylerii wojsk holenderskich i wojsk Rzeczypospolitej, poeta i pisarz.

## Młodość
Urodzony w 1592 roku w Rogalinie, w Wielkopolsce, w szlacheckiej rodzinie braci polskich Eliasza Arciszewskiego herbu Prawdzic i Heleny z Zakrzewskich. Rodzina Arciszewskich była bardzo zaangażowana w życie swojego kościoła - jego ojciec był pastorem w Śmiglu, pastorem Braci Polskich był także jego kuzyn Jonasz Szlichtyng.
Edukację odebrał w szkole braci polskich w Śmiglu i później (od roku 1608) we Frankfurcie nad Odrą. W latach 1621–1622 brał udział w wyprawie inflanckiej hetmana polnego litewskiego Krzysztofa Radziwiłła, na którego dworze służył od roku 1619. Za zabójstwo dokonane wraz z bratem Eliaszem Młodszym na Kasprze Jaruzelu Brzeźnickim, (palestrancie, którego rzekome machinacje doprowadziły rodzinę Arciszewskich do ruiny) został skazany na infamię oraz banicję i wygnany z kraju.

## Pobyt w Holandii i Francji
W 1623 przybył do Holandii i osiadł w Hadze. Zapewne wtedy przeszedł na kalwinizm, którego wyznawcą został już do końca życia. Dzięki poparciu i pomocy finansowej hetmana Krzysztofa Radziwiłła podjął studia w dziedzinie inżynierii wojskowej i artylerii. Studiował również nawigację na uniwersytecie w Lejdzie. Brał udział w wojnie trzydziestoletniej po obu stronach konfliktu. W końcu 1623, jako ochotnik, walczył w odsieczy Bredy, pod dowództwem księcia Maurycego Orańskiego. W 1624 roku Arciszewski prawdopodobnie przez kilka godzin chodził po dnie Morza Północnego. Swoją wyprawę opisał w liście do Krzysztofa Radziwiłła. Arciszewski miał nurkować w pobliżu miejscowości Scheveningen. Podczas podwodnego spaceru Arciszewskiego miała ukłuć ryba ostrosz, gdy mężczyzna próbował uwolnić ryby z sieci rybackiej. Trujący jad ryby miał spowodować wielodniową chorobę szlachcica. Opis wyprawy Arciszewskiego wskazuje, że używał on skafandra do nurkowania pozwalającego na swobodne przemieszczanie się oraz używanie rąk. Nie wiadomo jakiego sprzętu używał Arciszewski. Jeśli opisywane wydarzenia były prawdziwe, to Krzysztof Arciszewski prawdopodobnie jako pierwszy człowiek w historii nurkował przez kilka godzin w morzu. Po kilkumiesięcznym pobycie w Polsce (zima 1625/1626) udał się do Francji i kształcił się w Paryżu w zakresie artylerii. Pełnił funkcję tajnego wysłannika hetmana Radziwiłła na dworze francuskim, czym naraził się królowi Zygmuntowi III Wazie, co ponownie uniemożliwiło Arciszewskiemu powrót do Polski. W roku 1629, pod sztandarem francuskim, w oddziałach kardynała Richelieu, zdobywał protestancką twierdzę La Rochelle.

## Brazylia
W listopadzie 1629 zaciągnął się do służby holenderskiej w Kompanii Zachodnioindyjskiej w stopniu kapitana. Dotarł do Brazylii razem z 7-tysięczną ekspedycją wysłaną przeciw Hiszpanii i Portugalii. 13 lutego 1630 wraz z desantem wojsk Kompanii wylądował w Pernambuco. Brał udział w wielu bitwach i potyczkach. Szturmował twierdze Olinda i Recife. Pod jego dowództwem holenderski desant zajął wysepkę Itamaracá. Dzięki odwadze i waleczności, którą wykazywał się w boju, szybko awansował do rangi majora. W 1633 powrócił do Niderlandów, gdzie ponownie zawierzono jego doświadczeniu i po awansowaniu do stopnia pułkownika jeszcze raz wysłano do Brazylii. Był tam zastępcą naczelnego wodza Sigismunda von Schkoppego.
Arciszewski na czele 366 ludzi obsadził ufortyfikowany przyczółek nazwany Fort Oranje, na cześć rodziny Oranje-Nassau (po odzyskaniu przez Portugalczyków przemianowany na Forte de Santa Cruz). Najsłynniejsze osiągnięcia militarne: zdobycie twierdzy Arrayal (Castello Real) i Porto Calvo (18 stycznia 1636), oblężenie Nazareth. W 1637 został wicegubernatorem holenderskiej Brazylii, podwładnym hrabiego Maurycego de Nassau-Siegen. Przez pewien czas pełnił funkcję wodza naczelnego sił holenderskich w Brazylii, jednak różnica poglądów na sposób prowadzenia kampanii w Brazylii pomiędzy Arciszewskim a hrabią de Nassau doprowadziła do powrotu Arciszewskiego do Holandii w 1637.
W rok później zły obrót spraw na kontynencie południowoamerykańskim skłonił Niderlandy do ponownego wysłania do Brazylii, tym razem już generała Arciszewskiego. Gubernator de Nassau po raz kolejny poczuł się zagrożony i przeforsował w Radzie Politycznej kolonii zwolnienie Krzysztofa Arciszewskiego ze służby i odesłanie go do Holandii. Decyzja Rady nie została uznana przez Stany Generalne (parlament holenderski), jednak ambicja Arciszewskiego nie pozwoliła mu na bierność i osobiście poprosił o dymisję.
Przez cały okres pobytu w Ameryce Arciszewski spisywał swoje obserwacje dotyczące plemion indiańskich, z którymi walczył ramię w ramię lub zetknął się na swej drodze. Zaniepokojony o losy tego dorobku w wypadku ewentualnej śmierci na polu bitwy, wysłał go statkiem do Holandii, do znajomego naukowca Gerarda Vossiusa. W 1642 w Amsterdamie ukazało się dzieło Vossa De theologia gentili et physiologia christiana sive de origine et progressu idolatriae, w którym cytował on z entuzjazmem całe fragmenty przekazanych mu wcześniej notatek Polaka. Etnograficzne obserwacje Arciszewskiego były przyjmowane z wielkim zainteresowaniem przez środowisko naukowe XVII-wiecznej Holandii. Niestety wkrótce zostały zapomniane na z górą 200 lat.

## Powrót do Polski
W 1646 powrócił do Polski i przyjął ponowioną przez króla Władysława IV Wazę propozycję objęcia dowództwa artylerii koronnej.
Wyznaczony do rady wojennej w 1648 roku.
Pod panowaniem Jana II Kazimierza Wazy uczestniczył w wojnach z kozaczyzną i Tatarami. We wrześniu 1648 podczas powstania Chmielnickiego dowodził obroną Lwowa, brał udział w odsieczy Zbaraża, walczył w bitwach pod Zborowem i Piławcami. Wykorzystując swoje doświadczenia wyniesione ze służby w Brazylii, wprowadził wiele reform i udoskonaleń w dziedzinie artylerii i budowy fortyfikacji.
Ambicja Arciszewskiego po raz kolejny wzięła jednak górę. Na skutek otwartego konfliktu z kanclerzem wielkim koronnym Jerzym Ossolińskim, podówczas mianowanym generalissimusem, w 1650 złożył dymisję z zajmowanych stanowisk i odsunął się w zacisze rodzinne.
Utalentowany poeta, napisał m.in. Wiersze, ktoremi Ich Mość PP. K. i Eliasz Arciszewscy, z ojczyzny in exilium idąc i w okręt wsiadając, rodzice bardzo żałosne żegnali.
Zmarł w 1656 we wsi Buszkowy k. Gdańska i wedle jego życzenia został pochowany w kościele braci czeskich w Lesznie ale wkrótce po jego śmierci, gdy miasto, w odwecie za pomoc wojskom szwedzkim podczas potopu, zostało podpalone, spłonął również kościół braci czeskich, a wraz z nim trumna z ciałem Arciszewskiego.

## Twórczość Arciszewskiego

### Dzieła i utwory
1. Wiersze, ktoremi Ich Mość PP. K. i Eliasz Arciszewscy, z ojczyzny in exilium idąc i w okręt wsiadając, rodzice bardzo żałosne żegnali, 1622 (utwory poetyckie)
2. Epistola de podagra curata per Doctorem Andream Cnoeffelium, Amsterdam 1643, drukarnia J. Blaen (traktat medyczny)
3. cykl dwunastu sonetów (rękopis odnaleziony w weneckiej bibliotece, zniszczony podczas II wojny światowej)
4. inne pisma (o artylerii, pamiętniki z pobytu w Brazylii, z których korzystał G. Voss) zaginęły.

### Listy i materiały
1. Do Krzysztofa Radziwiłła, dat. z Hagi 25 czerwca 1624, „Dziennik Wileński” 1827
2. Do Władysława IV, dat. z Amsterdamu 1 września 1637, „Mrówka Poznańska” 1821 t. 2
3. Listy (22) do K. Radziwiłła z lat 1619–1639 z rękopisu Archiwum Nieświeskiego; do rodziców, dat. 1623, z rękopisu Biblioteki Zamoyskich; do Władysława IV, dat. 1637, z rękopisu Biblioteki Krasińskich; wyd. A. Kraushar: Dzieje Krzysztofa z Arciszewa Arciszewskiego, t. 1–2, Petersburg 1892–1893
4. Do H. Grotiusa, dat. z Pernambuco w roku 1632, rękopis: Biblioteka Królewska w Hadze
5. Do króla, dat. 1637, kopia rękopiśmienna: Archiwum Wilanowskie nr 124, s. 118
6. Do K. Arciszewskiego lub jego dotyczące (m.in.: 18 listów K. Radziwiłła z lat 1620–1632, Adama Dyzmy), wyd. A. Kraushar jak wyżej poz. 3
7. Od G.J. Vossiusa, dat. z Amsterdamu 24 stycznia 1642, fragmenty przekł. polskiego ogł. S. Kot: Anglo-polonica, „Nauka Polska” t. 20 (1935) s. 104 i odb.
8. Pisma K. Arciszewskiego w jęz. holenderskim ogł. Towarzystwo Historyczne Utrechtckie pt. Kroniek van het historische genootschap, Utrecht 1870, przekł. polski ogł. A. Kraushar jak wyżej poz. 3
9. Wywód sądowy szlachectwa K. Arciszewskiego, dat. w Kościanie w roku 1622, ogł. A. Kraushar jak wyżej poz. 3, t. 1, s. 299–305
10. Dokumenty dot. sprawy zamordowania palestranta Brzeźnickiego (protestacja wdowy po Brzeźnickim, pozew sądowy i in., kondemnaty na braci Arciszewskich i na ich wspólników) z roku 1723, ogł. A. Kraushar jak wyżej poz. 3, t. 1, s. 305–319
11. Listy: Krzysztofa Radziwiłła, dat. w Warszawie 21 listopada 1639; Stanisława Koniecpolskiego, dat. w Oborach 22 listopada 1639 – do Stanów Generalnych Niderlandzkich w sprawie K. Arciszewskiego, ogł. A. Kraushar jak wyżej poz. 3, t. 2, s. 275–277
12. Dyplom K. Arciszewskiego na urząd Starszego nad armatą koronną, dat. 28 kwietnia 1646, ogł. A. Kraushar jak wyżej poz. 3, t. 2, s. 277–279
13. Materiały dot. działalności K. Arciszewskiego jako Starszego na armatą, ogł. A. Kraushar jak wyżej poz. 3, t. 2, s. 283 i następne
14. Wiadomości o materiałach w Bibliotece i Muzeum Narodowym, Towarzystwie Historyczno-Geograficznym w Rio de Janeiro i w archiwach holenderskich podają: T.S. Grabowski: Polacy w Brazylii, „Przegląd Współczesny” 1937 t. 62, s. 84; J. Kleyntjens: Miscellanea Polono-Hollandica. III. Christophe Arciszewski, „Rocznik Gdański” t. 9/10 (1935/1936)
15. Materiały w Muzeum im. K. Arciszewskiego w Rogalinie pod Poznaniem
16. Materiały z dziedziny wojskowości ze zbiorów K. Arciszewskiego (prawdopodobnie), rękopis: Biblioteka Wilanowska nr 39; zobacz W. Semkowicz: Przewodnik po zbiorze rękopisów wilanowskich, Warszawa 1961
17. Podobiznę K. Arciszewskiego według wizerunku z roku 1637 podał A. Kraushar jak wyżej poz. 3.

## Postać Krzysztofa Arciszewskiego w literaturze i filmie
Postaci Krzysztofa z Arciszewa Arciszewskiego poświęcił 3 książki Jerzy Bohdan Rychliński:
- powieść Przygody Krzysztofa Arciszewskiego (1935)
- pracę popularnonaukową Słowo o admirale Arciszewskim (1947)
- powieść Admirał, czart i Cyganka (1973)

Michał Rusinek stworzył trylogię powieściową:
- Wiosna admirała
- Muszkieter z Itamariki
- Królestwo pychy

## Upamiętnienie
- Od 24 listopada 1961 ulica w Warszawie, na terenie obecnej dzielnicy Bemowo, nosi nazwę ulicy Krzysztofa Arciszewskiego[5][6].

- W Poznaniu jest ulica Krzysztofa Arciszewskiego między ulicami Hetmańska-Grochowska-Reymonta a ulicą Piotra Ściegiennego na Górczynie[7]
- W 1976 roku zwodowano w Stoczni Gdyńskiej trawler Admirał Arciszewski[8]. W 2001 roku został sprzedano go w Kanadzie aby pokryć długi armatora Gryfa[9].
- W roku 2003 powstał biograficzny film dokumentalny Konkwistador po polsku. Krzysztof Arciszewski w reż. Doroty Latour i Jerzego Paczki[10]
- W roku 1964 Jadwiga Badowska poświęciła Arciszewskiemu wiersz zatytułowany Krzysztof Arciszewski w Rogalinie[11].